# Werner Funk
Werner Funk (* 23. Mai 1937 in Hannover) ist ein deutscher Journalist. Er war Chefredakteur des Magazins Der Spiegel und Herausgeber der Zeitschrift Stern.

## Leben
Funk ist Sohn eines Kaufmanns. Nach dem Abitur an der Stormarnschule in Ahrensburg studierte er an der TU Berlin mit Abschluss als Diplom-Ingenieur. 1970 ist Funk an der Ruhr-Universität, bei Rudolf Schilcher, mit der Dissertation "Gewinnbeteiligung und Verteilungstheorie" zum Dr. rer. pol. promoviert worden. Zuvor  war er seit 1964 Wissenschaftlicher Mitarbeiter von Rudolf Schilcher an der FU Berlin und von Herbst 1965 bis August 1966 in gleicher Funktion auch in Bochum tätig. Ursprünglich sollte er die Firma seines Vaters übernehmen, doch ging diese zuvor in Konkurs. So begann Funk seine berufliche Laufbahn 1965 im Energiereferat des Bundesministeriums für Wirtschaft. 1968 wechselte er zum Hamburger Nachrichtenmagazin Der Spiegel, wo er bis 1991 in verschiedenen Funktionen tätig war: Korrespondent im Bonner Spiegel-Büro, Leiter des politischen Ressorts Deutschland I sowie des Wirtschaftsressorts. 1979 wurde Funk Chef des Büros in New York.
1980 trat er an die Spitze des zum Spiegel-Verlag gehörenden manager magazins. 1986 kehrte er als dritter gleichberechtigter Chefredakteur neben Erich Böhme und Johannes K. Engel zum Spiegel zurück. 1991 kam es zur Trennung von Funk und Spiegel-Herausgeber Augstein.
Augstein hatte Funk 1991 fristlos entlassen. Er hatte die Chefredakteure Werner Funk und Adolf Theobald beauftragt, die Kommanditgesellschaft (KG), die der Spiegel zu jener Zeit war, in eine Stiftung umzuwandeln. Die fertigen Pläne lehnte Augstein jedoch unerwartet ab und entließ Funk und Theobald fristlos.
Ab November 1992 arbeitete Funk als Chefredakteur des Reportagemagazins Geo im Verlag Gruner und Jahr (G&J). Im Februar 1994 wurde er zusätzlich Verlagsgeschäftsführer der G&J-Zeitschriftengruppe „Saison“ und „Sports“. Im Mai 1994 wechselte er als Chefredakteur zum Magazin Stern. Nach Einbußen an Auflage und Umsatz gab es Kritik an Funks Führungsstil. Im November 1998 gab er seinen Rücktritt als Chefredakteur bekannt.
Im Juli 1999 kehrte er als Herausgeber an die Spitze des Sterns zurück. Er wurde den neuen Chefredakteuren Thomas Osterkorn und Andreas Petzold mit einem Beratervertrag an die Seite gestellt. Außerdem beriet er die Wirtschaftspresse des Verlags. Ende 2000 lief Funks Vertrag mit Gruner + Jahr aus. Er blieb als Berater weiterhin für den Verlag tätig und führte für eine Interimszeit ab September 2001 als aktiver Herausgeber das 14-täglich erscheinende Wirtschaftsmagazin Capital.

## Veröffentlichungen
- Werner Funk (Hrsg.): Die Wale. Gruner und Jahr, Hamburg 1993.
- Body art. In: Werner Funk (Hrsg.): Portfolio. Gruner und Jahr, Hamburg 1997.
- Annie Leibovitz. In: Werner Funk (Hrsg.): Portfolio. Gruner und Jahr, Hamburg 1997.
- Das Bild vom Menschen. In: Werner Funk (Hrsg.): Portfolio. Gruner und Jahr, Hamburg 1998 (210 S.).
- Werner Funk (Hrsg.): 50 Jahre – das Beste vom Stern. Umschau/Braus, Heidelberg 1999, ISBN 978-3-8295-6807-4 (1.216 S.).